# Johann Christoph Jeckel

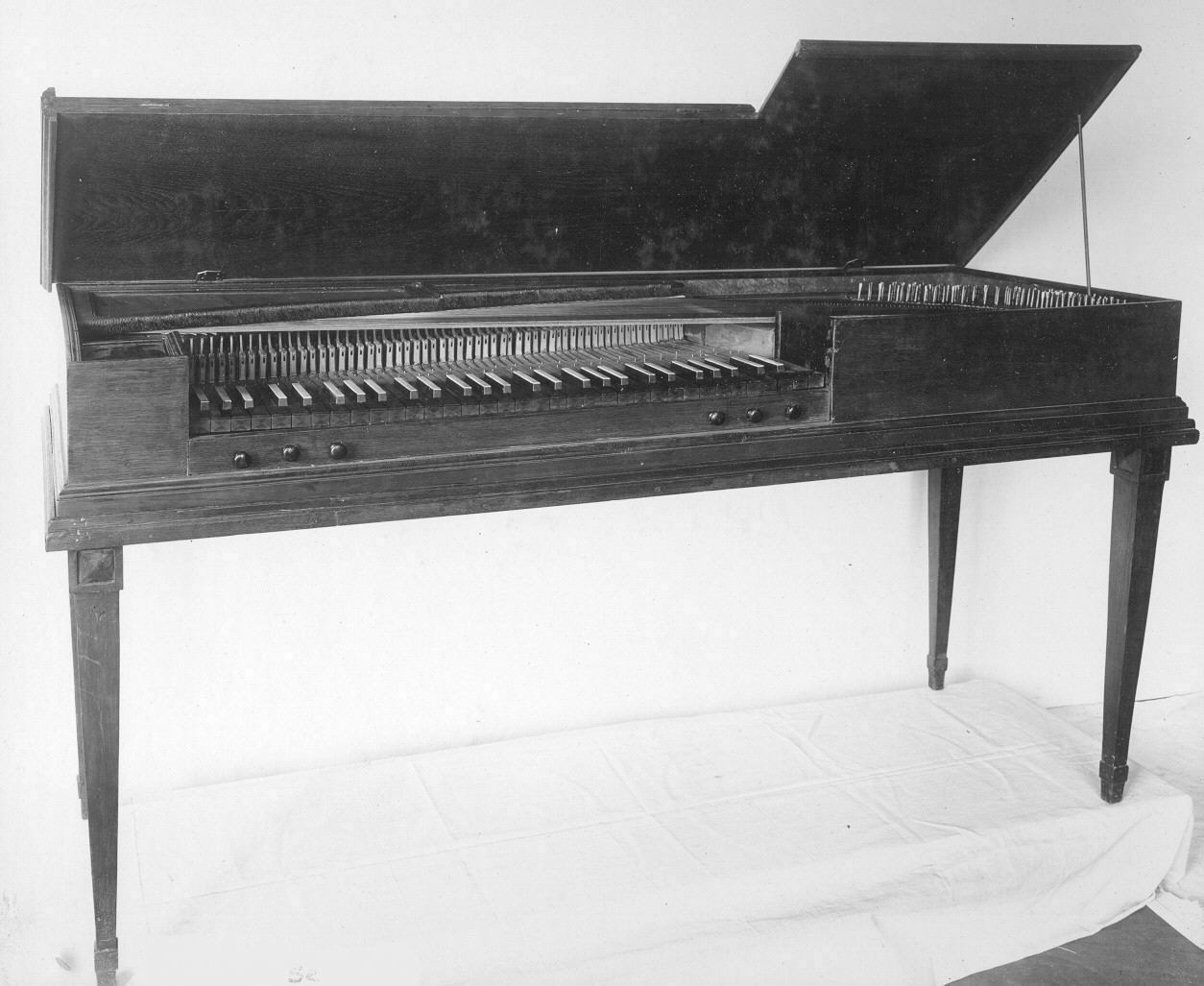
Jeckel-Tafelklavier von 1790 im New Yorker Metropolitan Museum of Art

Johann Christoph Jeckel (auch: Jaeckel) (* 1731 in Gondetz im heutigen Polen; † 16. März 1813 in Worms) war ein deutscher Instrumentenmacher. Er wurde bekannt als Hersteller von Hammerklavieren, war aber auch als Orgelbauer tätig.

## Leben
Johann Christoph Jeckel arbeitete 1750–1754 als Gehilfe in einer Schreinerei in Posen. Nach dem Tod des Orgelbauers Johann Georg Linck (* 1724 in Dertingen; † 14. Februar 1762), der viele Jahre als Geselle in der Werkstatt von Johann Christian Köhler in Frankfurt am Main gearbeitet und sich 1761 mit einer eigenen Werkstatt in Worms niedergelassen hatte, heiratete Jeckel dessen Witwe 1763 in Worms. Im selben Jahr 1763 bewarb Jeckel sich um das Bürgerrecht in Worms, das ihm aber erst 1767 verliehen wurde. Es wird vermutet, dass Jeckel 1763–1767 bei Köhlers Stiefsohn und Nachfolger Philipp Ernst Wegmann in Frankfurt arbeitete. Die Bauweise seiner Klaviere ähnelt stark den Instrumenten von Johann Andreas Mahr (1722–1788) und Joseph Anton Boos (1727–1804). Möglicherweise hatte Jeckel bei ihnen den Klavierbau erlernt, zudem Mahr als Geselle in der derselben Wegmannschen Werkstatt tätig war. Ab etwa 1770 tritt Jeckel als selbstständiger Orgelbauer in Worms auf. Sein Johann Christian Jeckel (1763–1820) wurde ebenfalls Klavierbauer und signierte die Instrumente ab 1789 zusammen mit seinem Vater.
In den Wormser Regesten aus dem Jahr 1800 wird Jeckel als Orgelbauer von 69 Jahren angegeben. Johann Christoph Jeckel starb am 16. März 1813 im Alter von 82 Jahren in Worms.

## Werk
Als Orgelbauer wirkte Jeckel vor allem in der Wormser Umgebung. Mindestens zwei Orgelneubauten sind in den 1780er Jahren nachgewiesen. Jeckel schuf 1785 für St. Andreas Lampertheim eine Orgel mit 12 1⁄2 Registern auf einem Manual und Pedal. Für die Kleine Kirche in Osthofen baute er 1787 eine neue Orgel mit neun Registern auf einem Manual mit angehängtem Pedal. Nach verschiedenen Umbauten führte die Firma Förster & Nicolaus Orgelbau 1989 das Werk auf den Zustand von 1837 zurück. 1772 bewarb sich Jeckel für die Reparatur der Orgel von Johann Friedrich Macrander (1732) in der Martinskirche Nierstein. Im selben Jahr setzte er die große Orgel von Johann Christian Köhler (1759, III/P/44) im Mainzer Franziskanerkloster auf die neue Empore um. 1775 führte er eine Reparatur der Orgel der katholischen Kirche in Winkel durch. Im Jahr 1778 reichte Jeckel einen Neubauvorschlag für St. Ignaz in Mainz ein (II/P/30), der aber nicht ausgeführt wurde. 1782–1784 führte er Stimmungsarbeiten in der ev. Kirche Dalheim durch. Er reparierte 1795 das Werk in der katholischen Pfarrkirche Mariä Himmelfahrt in Alsheim. Die evangelische Pfarrkirche Westhofen schloss 1796 mit Jeckel einen Vertrag über die jährlichen Wartungs- und Reparaturarbeiten. Die katholische Kirche Ober-Flörsheim bezahlte ihm 1795 und 1803/1804 Orgelreparaturen. Jeckel stimmt 1807 die Orgel der Wormser Kirche St. Martin und saniert 1808 die Orgel der Magnuskirche.
Jeckel wurde auch als Hersteller von Hammerklavieren bekannt. Insgesamt sind noch mindestens sieben Tafelklaviere in querrechteckiger Form und mit einfacher Prellmechanik erhalten, die fast alle einen Tonumfang von F1–f3 aufweisen. Nur das Instrument in Yale hat eine kleinere Klaviatur mit dem Umfang C–f3. Zwei dieser Instrumente werden von Jeckel als „Clavier“ bezeichnet (1780 und 1784) und zwei als „Pantaleon“ (1784 und 1785), obwohl sie im Wesentlichen baugleich sind. Drei spätere Instrumente, die er zusammen mit seinem Sohn Christian nach demselben Modell baute, tragen die Namensvariante „Bandlong“ (zweimal 1789 und 1790). Ein Instrument von 1779/1780 steht im Museum Jagdschloss Kranichstein. Von 1784/1785 datiert ein Tafelklavier von Jeckel im Händel-Haus, dem Musikmuseum der Stadt Halle (Saale). Im Kurpfälzischen Museum der Stadt Heidelberg ist ein Instrument von Jeckel aus dem Jahr 1785 ausgestellt. Weitere Tafelklaviere befinden sich in der Musikinstrumentensammlung der Yale University (1783/1784), im Stadtarchiv Worms (1789), in Privatbesitz (1789) sowie im Metropolitan Museum of Art in New York City (1790).
Im Schloss Homburg in Triefenstein ist ein weiteres Tafelklavier aus der Zeit um 1770 zu sehen (Inventar-Nr. 6), das allerdings nicht signiert ist. Es ist aufwendig mit Intarsien und Profilleisten dekoriert. Für die Marketerie des Instruments wurden Nussbaum, Zwetschge, Ahorn, Rosenholz (Palisander) und Padouk verwendet. Die Klaviatur ist kunstvoll mit Ebenholz und Bein belegt. Durch die Forschung von Michael Günther konnte das Werk Joseph Anton Boos zugeschrieben werden. Die Instrumente von Boos und Mahr übten in Bauweise und Dekoration unmittelbar Einfluss auf Jeckels Tafelklaviere aus.